# 森三平
株式会社森三平（もりさんぺい）は、日本のCG制作会社。2006年設立。
社名は創業メンバーである森山ヒロカズ、三宅大介、小平和久の三名のそれぞれの苗字より一文字ずつ取って名付けられた。主にテレビのバラエティ番組向けのタイトルロゴデザイン、作中のCG制作を行なっている。またそれ以外にも、映画、CM、ゲーム、遊技機といった多ジャンルの映像制作にも関わっている。

## 主な仕事

### テレビ番組

#### 地上波
- テレビ朝日
  - 「いきなり!黄金伝説。」アバンCGほかCG全般
  - 「陸海空 地球征服するなんて」アバンCGほかCG全般
  - 「よゐこの無人島0円生活」アバンCGほかCG全般
  - 「家事ヤロウ!!!」タイトルロゴ
  - 「帰れマンデー・見っけ隊!!」タイトルロゴ
  - 「天才キッズ全員集合〜君ならデキる!!〜」タイトルロゴ
- TBS
  - 「マツコの知らない世界」タイトルロゴ、OPCG
  - 「オー!!マイ神様!!」タイトルロゴ、OPCG
  - 「林修の歴史ミステリー」タイトルロゴ、OPCG
- フジテレビ
  - 「池上彰スペシャル」 タイトルロゴ、OPCG
  - 「最上級のひらめきニンゲンを目指せ!クイズ!金の正解!銀の正解!」問題アニメ
  - 「千鳥の鬼レンチャン」タイトルCG
- 日本テレビ
  - 「世界一受けたい授業」アバンCGほかCG全般
  - 「有吉ゼミ」アバンCGほかCG全般
  - 「マツコとマツコ」OPCG
  - 「SKE48のマジカル・ラジオ」タイトルロゴ、OPアニメ
- テレビ東京「合格モーニング!」タイトルロゴ、OPアニメ
- CBCテレビ「旅ずきんちゃん 〜全日本のほほ〜ん女子会〜」タイトルロゴ、OPアニメ

#### BS・CS・その他
- WOWOW - 加入キャンペーンCG

### テレビドラマ
- 毎日放送
  - 「アザミ嬢のララバイ」（2010年）OP、EDアニメ
  - 「花のズボラ飯」（2012年）劇中アニメ
- BeeTV「5年後のラブレター」（2011年）劇中CG
- フジテレビ「世にも奇妙な物語」不倫警察（2018年）CG制作

### 映画
- GSワンダーランド（2008年）CG制作
- 恋の正しい方法は本にも設計図にも載っていない（2010年）CG制作

### CM
- みすず学苑（2012年 - ）CG制作

### MV
- LACCO TOWER『模細工』

### DVD
- 『ゴールデン・ナナ色』OPCGほか

### イベント
- Z会『超難問コロシアム』ロゴ制作、イベントOP制作